# Sampo Leppänen
Sampo Leppänen (2004) è un giocatore di football americano finlandese che gioca come offensive lineman per gli Hildesheim Invaders.
Dopo aver giocato nelle giovanili degli Helsinki Roosters e dei Vantaan TAFT, è passato in prima squadra, prima ai Seinäjoki Crocodiles e poi ai tedeschi Hildesheim Invaders.